# Gnaphosa kompirensis
Gnaphosa kompirensis är en spindelart som beskrevs av Friedrich Wilhelm Bösenberg och Embrik Strand 1906. Gnaphosa kompirensis ingår i släktet Gnaphosa och familjen plattbuksspindlar. Inga underarter finns listade i Catalogue of Life.